# Пејнт Рок (Алабама)
Пејнт Рок (енгл. Paint Rock) град је у америчкој савезној држави Алабама. По попису становништва из 2010. у њему је живело 210 становника.

## Демографија
Према попису становништва из 2010. у граду је живело 210 становника, што је 25 (13,5%) становника више него 2000. године.
| Група             | 2000.       | 2010.       |
| Белци             | 179 (96,8%) | 194 (92,4%) |
| Афроамериканци    | 0 (0,0%)    | 2 (1,0%)    |
| Азијати           | 0 (0,0%)    | 0 (0,0%)    |
| Хиспаноамериканци | 0 (0,0%)    | 0 (0,0%)    |
| Укупно            | 185         | 210         |